# Masato Itai
Masato Itai (板井征人?, Itai Masato; 7 gennaio 1971) è un ex giocatore di football americano e allenatore di football americano giapponese che ha giocato come wide receiver.

## Palmarès
- 2 Mondiali (1999, 2003)